# Acker-Gelbstern
Der Acker-Gelbstern (Gagea villosa), auch Acker-Goldstern genannt, ist eine Pflanzenart aus der Gattung der Gelbsterne (Gagea) in der Familie der Liliengewächse (Liliaceae). Als Trivialname ist auch Erdmalz belegt.

## Beschreibung

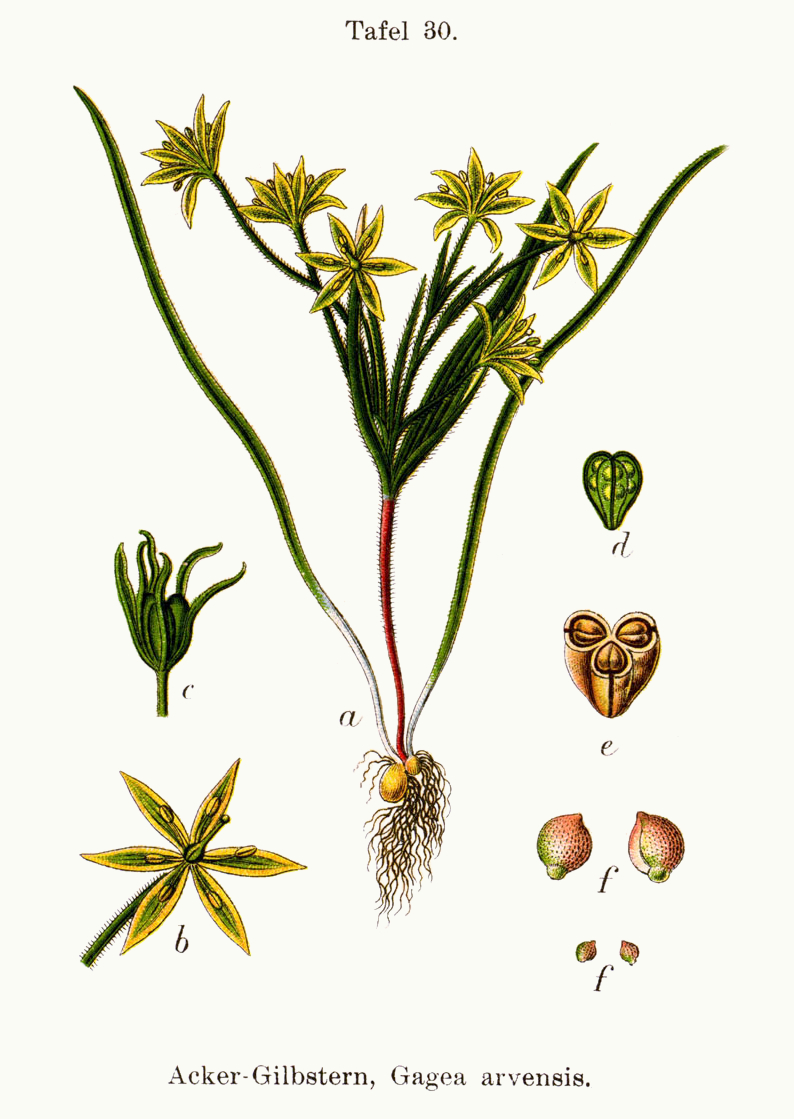
Illustration aus Sturm, 1796

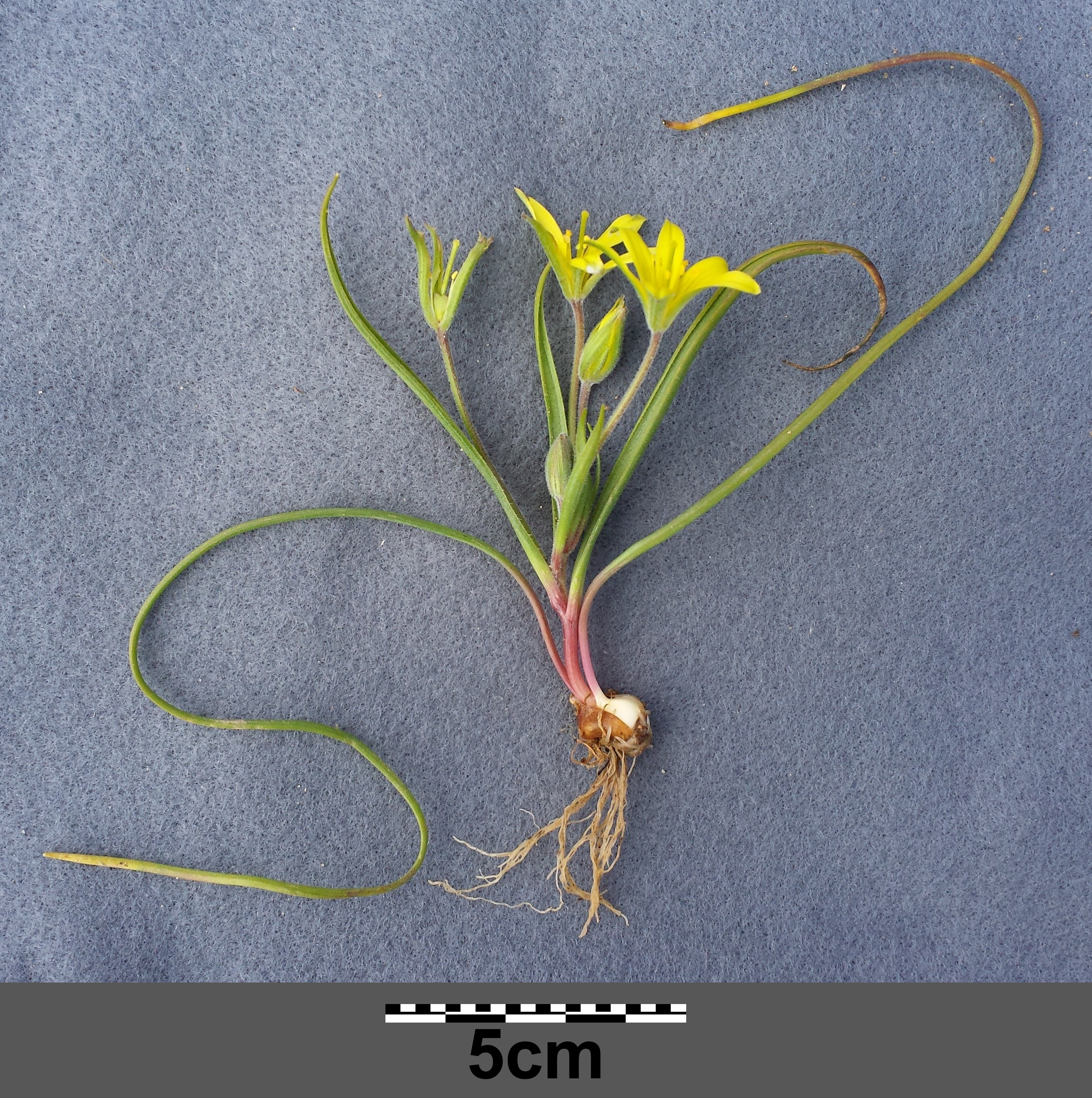
Ansicht der gesamten Pflanze. Die Grundblätter (außen) sind am Grund purpurfarben. Der Stängel ist ebenfalls purpurn und fein flaumig behaart.

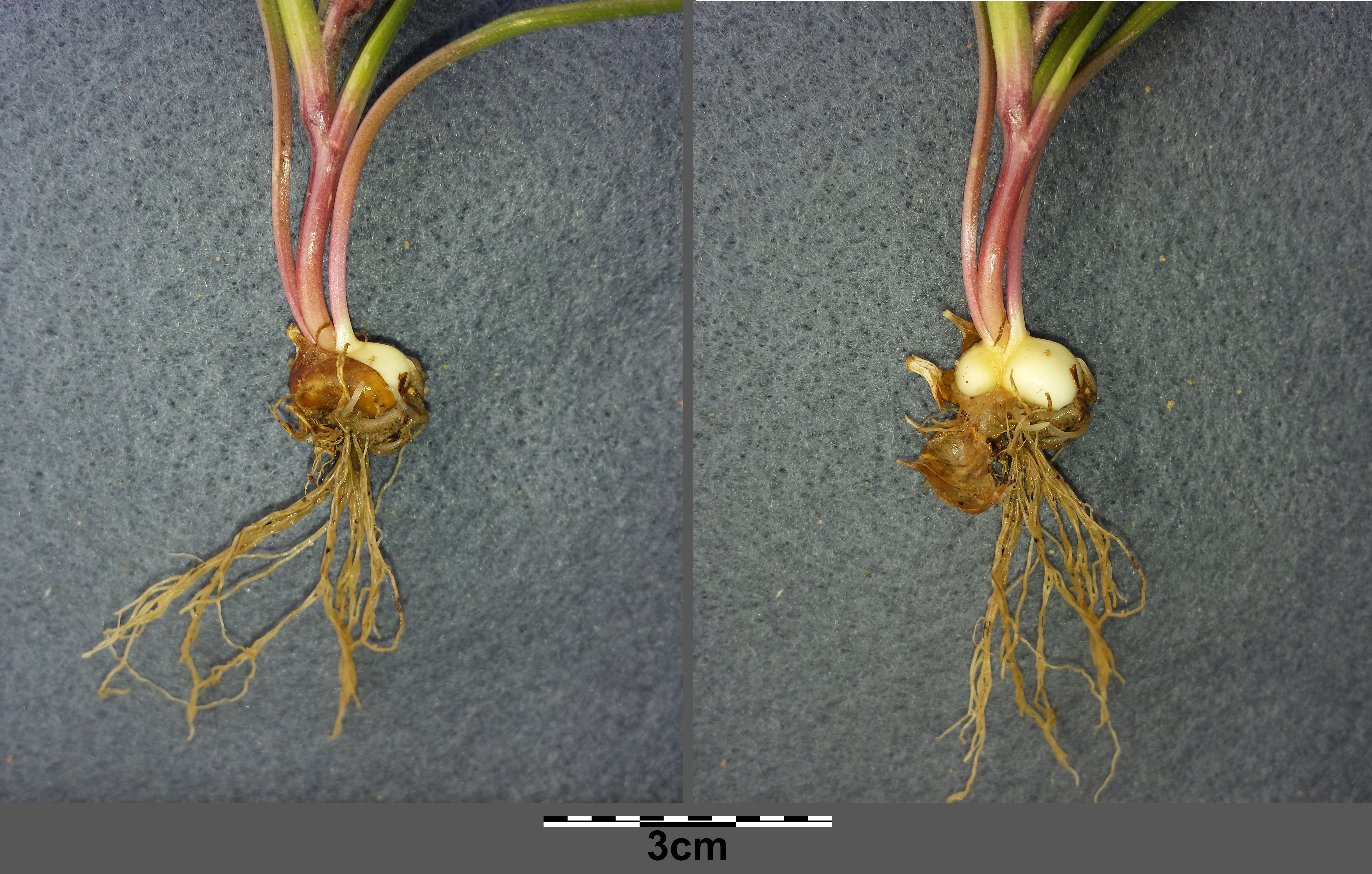
Der Acker-Gelbstern hat zwei ungleich große Zwiebeln, die von einer gemeinsamen Hüllhaut umschlossen sind.

### Vegetative Merkmale
Der Acker-Gelbstern ist eine ausdauernde krautige Pflanze und erreicht Wuchshöhen von 8 bis 15 Zentimetern. Er besitzt zwei grundständige Laubblätter, die bei einer Breite von bis zu 4 Millimetern  flach linealisch, oft nahezu fadenförmig sind. Der Blattquerschnitt ist meist oberseits nur flach rinnig (im Unterschied zum Wiesen-Gelbstern).

### Generative Merkmale
Der Acker-Gelbstern blüht im zeitigen Frühjahr – meist einige Tage vor dem Wiesen-Gelbstern. In Mitteleuropa fängt der Acker-Gelbstern meist Mitte März bis Mitte April an zu blühen. Der Stängel trägt zwei fast gegenständige Hochblätter, nahe dem doldenähnlichen Blütenstand mit oft mehr als zehn Blüten. Der Blütenstiel, die Blütenhüllblätter und der Griffel sind leicht behaart; daher das Artepitheton villosa. Die zwittrigen Blüten sind kleiner als 4 Zentimeter. Die bis zu zehn schwefelgelben Perigonblätter werden zum Ende hin spitz.
Die Chromosomenzahl beträgt 2n = 48.

## Wuchsform und Bestäubung
Der Acker-Gelbstern ist ein Geophyt. Seine vorweiblichen Blüten werden durch Insekten bestäubt.

## Vorkommen und Gefährdung
Die Verbreitung des Acker-Gelbsterns erstreckt sich über Mittel-, Nord-, Ost- und Südeuropa sowie bis nach Nordafrika und Westasien.
In Mitteleuropa findet man den Acker-Gelbstern gesellig in Äckern, an Ackerrändern, in Weinbergen und auf Weidegrünland an lückigen Stellen. Der Acker-Gelbstern gedeiht am besten in nährstoffreichen, lockeren Böden und verträgt sowohl kalkreiche als auch ausgesprochen kalkarme Grundlagen. Er wächst insbesondere auf sandigen oder steinigen Äckern in klimatisch begünstigten Gegenden. Im Gebirge steigt sie kaum bis in Höhenlagen von 1500 Metern auf. Nach Ellenberg ist der Acker-Gelbstern ein Wärmezeiger, intermediär kontinental verbreitet, mäßig stickstoffreiche Standorte bevorzugend und eine Ordnungscharakterart nährstoffreicher Acker- und Garten-Beikrautfluren (Polygono-Chenopodietalia). In diesen Fluren gedeiht er besonders gern im Setario-Galinsogetum oder im Geranio-Allietum. Öfter findet man ihn im Traufbereich oder am Fuß älterer Bäume.
Mit der Anwendung chemischer Unkrautvernichtungsmittel ist der Acker-Gelbstern fast überall aus derart kultiviertem Land verdrängt worden. Wenn überhaupt, kommt er hier noch an der Grenze des Ackerlands gegen Magerrasen durch oder aber in Sonderkulturen, die eine Unkrautvertilgung auf Wuchsstoffbasis nicht erlauben.
In Deutschland findet man den Acker-Gelbstern selten, im Süden ist diese Pflanzenart häufiger verbreitet als im Norden. Diese Art ist in Deutschland gefährdet und steht auf der Roten Liste gefährdeter Pflanzenarten in der Kategorie 3 = gefährdet.  
In Österreich tritt der Acker-Gelbstern im pannonischen Gebiet häufig bis zerstreut, sonst selten auf. Die Vorkommen erstrecken sich auf die Bundesländer Wien, Niederösterreich, Burgenland und Steiermark.

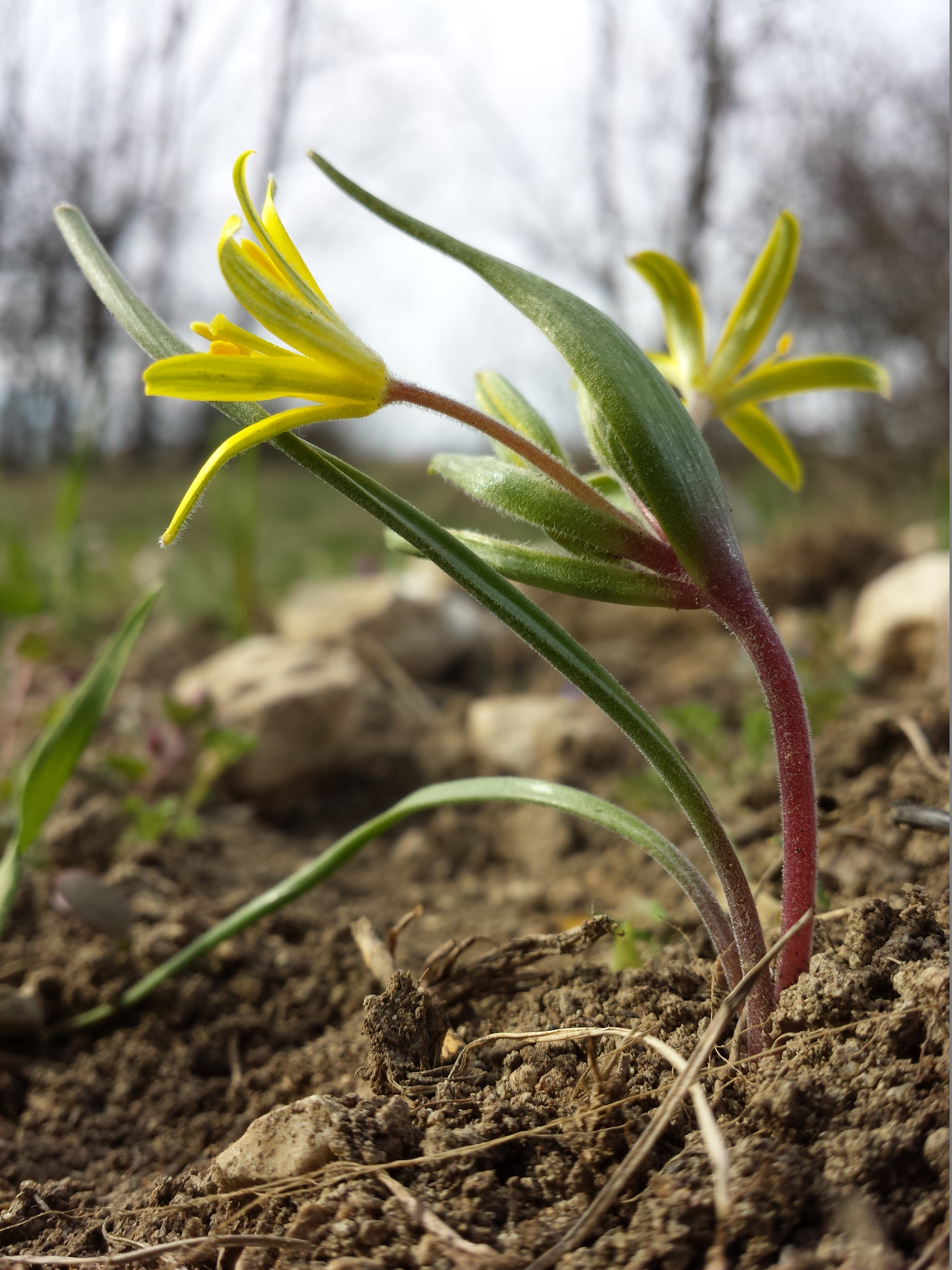
Zwei Grundblätter besitzt der Acker-Gelbstern
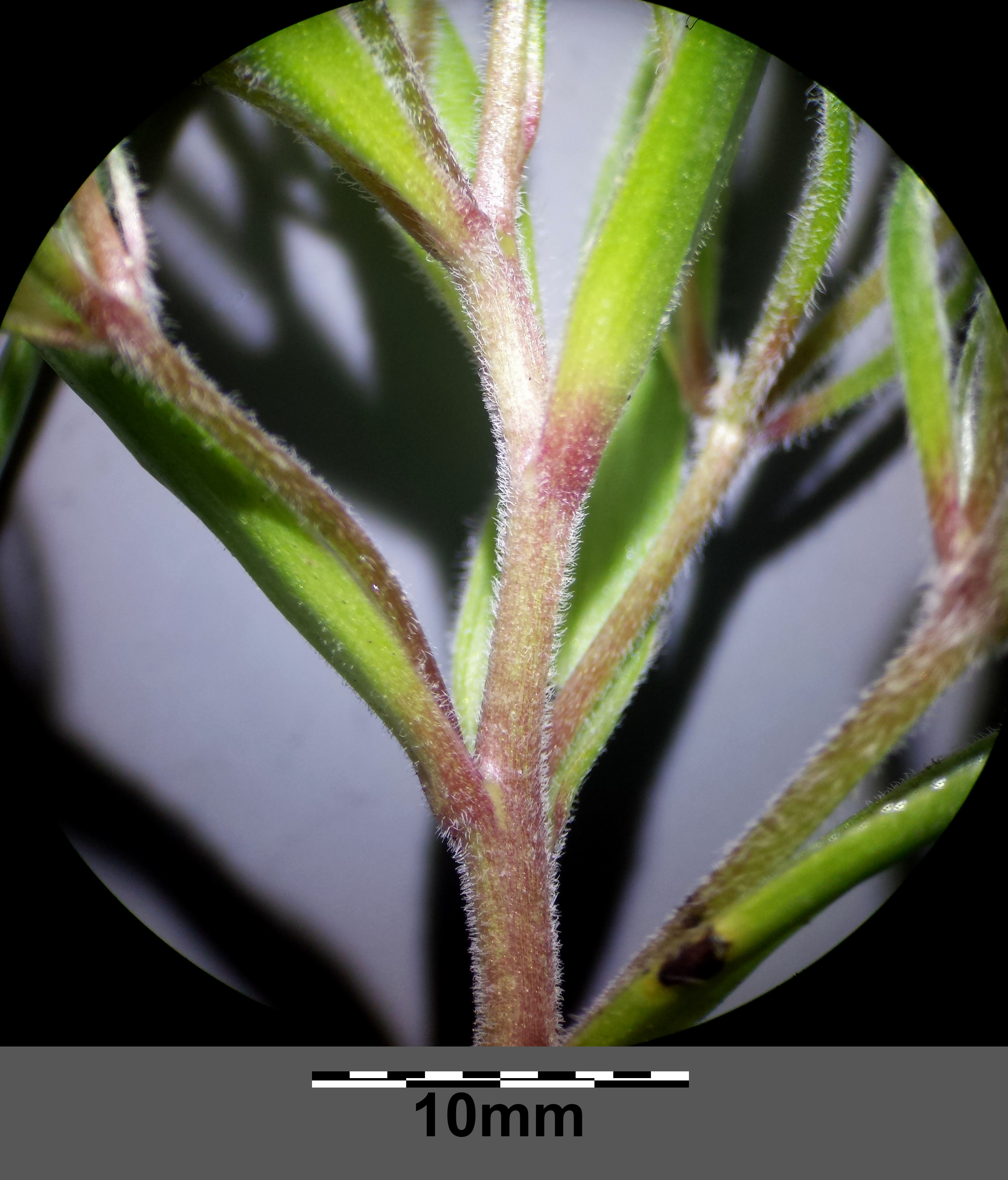
Der Stängel von Gagea villosa ist feinflaumig behaart
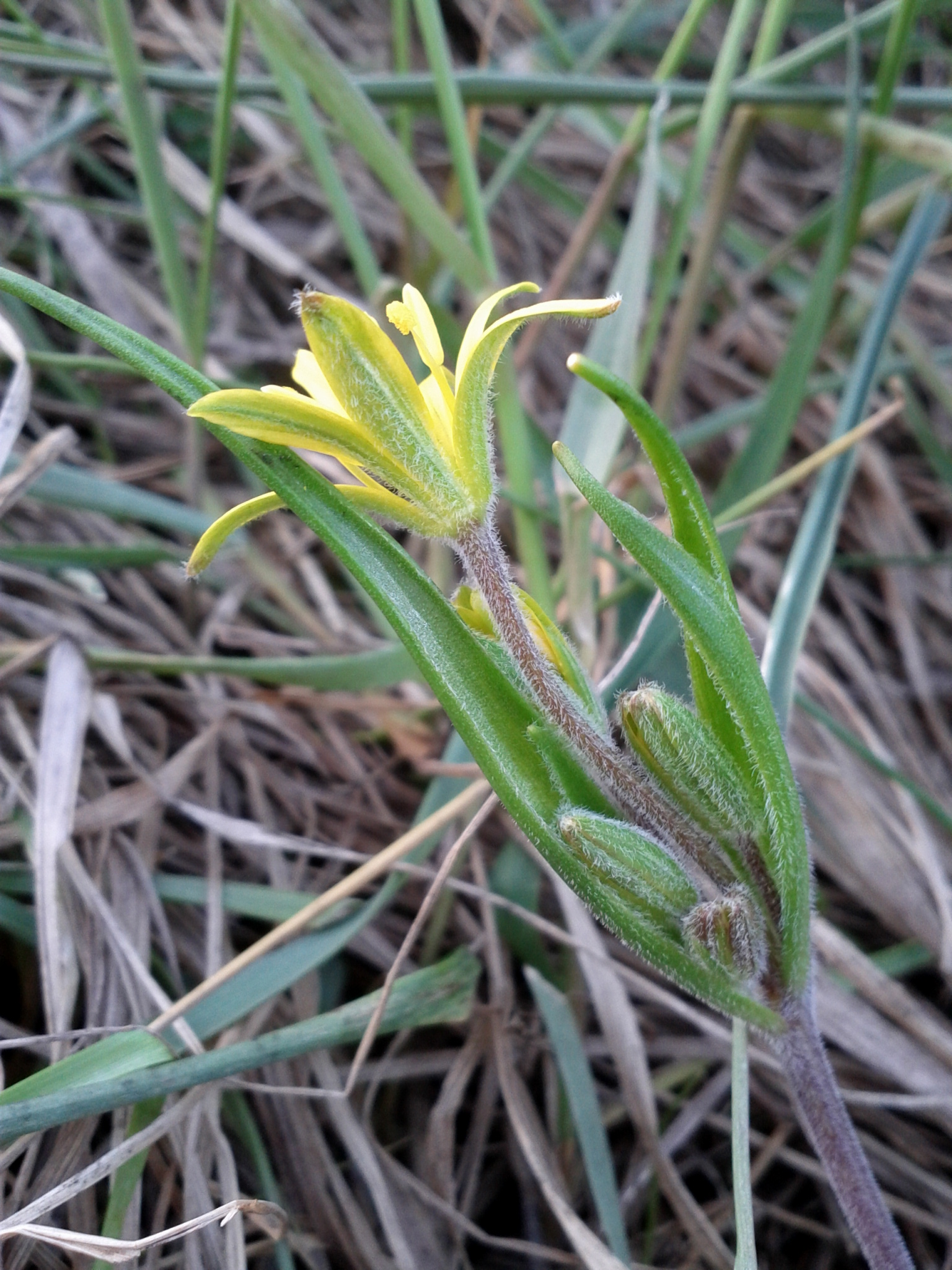
Der Stängel trägt zwei Hochblätter; auch Blütenstiel und Blütenhülle sind behaart
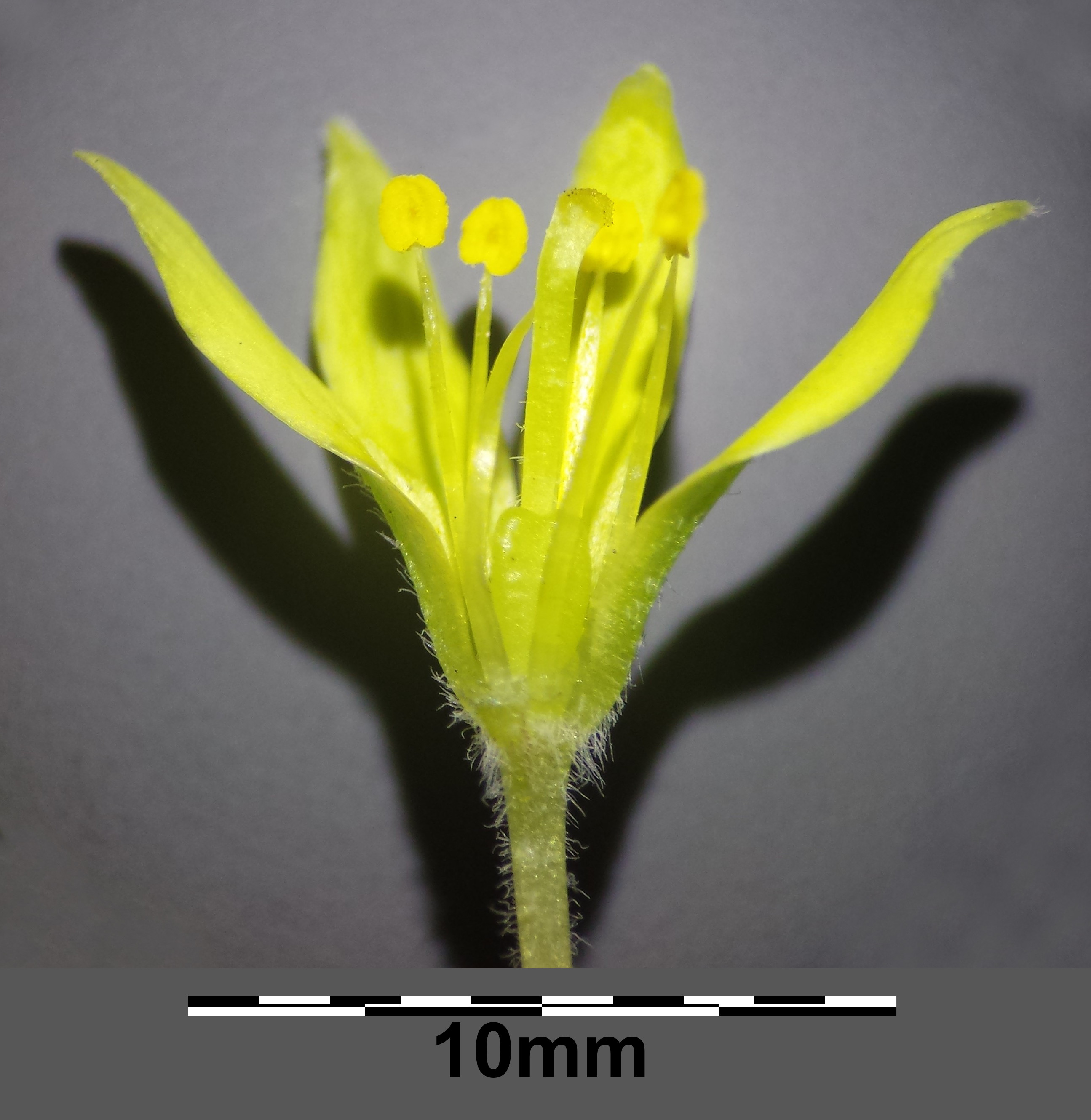
Die Blätter der Blütenhülle sind außen behaart; auch der Griffel hat feine Haare